# 東北地方の苗字
東北地方の名字(とうほくちほうのみょうじ)は東北地方6県の名字である。推定21,000種の名字があるとされている。日本の他の地方に比べると少数の名字に集中する傾向が強く、東北地方において一般的な名字は、日本人全体においても一般的な名字がほとんど。全体的な傾向としては、北海道・関東地方・新潟県・徳島県・大分県との共通点が多い。

## 10大苗字
1. 佐藤
佐藤姓がもっとも多いのは宮城県であり、青森県を除く5県で1位（青森県は工藤に次いで2位）。佐藤は、940年に平将門を倒して関東第一の支配者になった、下野国（現・栃木県）の押領使藤原秀郷の子孫だと言われる。
2. 高橋
高橋姓は、宮城県栗原地方、岩手県内陸南部、秋田県内陸南部、山形県最上地方が接する地域に多く分布している。宮城県では、葛西氏の配下にあった高橋氏が多い。
3. 鈴木
鈴木姓は福島県、宮城県、山形県に非常に多い。鈴木氏は、紀伊国藤白（現・和歌山県海南市）発祥、かつての武家である鈴木氏との関係は諸説あって定まらないが、祭礼の際に祭られる稲穂や神社の本坪鈴に由来した神官の姓氏とされる。
4. 佐々木
佐々木姓は、宮城県、秋田県、岩手県に多く、山形県には少ない。佐々木姓は、近江国（現・滋賀県）安土（現在の近江八幡市安土町）の近くの佐々木山の発祥である。
5. 斎藤
斎藤姓は、福島県、宮城県、山形県に多い。斎藤氏は、越前国（現・福井県）の国守であった藤原叙用が斎宮頭に任命され、斎宮頭の「斎」と藤原の「藤」とをあわせたのが斎藤であると言われる。
6. 阿部
阿部姓は宮城県や岩手県南部に多く、石巻市などの太平洋沿岸に集中している。平安時代に陸奥国に起こった安倍氏の子孫と言われる。安倍頼時と貞任が、朝廷に反乱を起こして、討伐されて、配下の一部は宮城県「本吉地方」（ほぼ現在の気仙沼市と南三陸町に該当）に逃れて隠れ住んだ。
7. 伊藤
伊藤姓は宮城県や秋田県に多く、沿岸地域に多く分布している。伊藤氏は伊勢国（現・三重県）発祥の藤原氏が発祥である。
8. 渡辺
渡辺姓は福島県や宮城県に多く、青森県は少ない。渡辺とは摂津国大阪（現・大阪府大阪市）発祥、「わたりべ」のことで、船頭が先祖である。
9. 千葉
千葉姓は宮城県と岩手県南部に多い、先祖は平安末期に源頼朝が奥州平泉藤原氏を征伐したときに、功労のあった下総国（現・千葉県）出身の千葉常胤とその一族と考えられる。
10. 遠藤
遠藤姓は、福島県、宮城県に多く、青森県は少ない。遠江国（現・静岡県）浜松で近江守に就任した藤原氏が発祥とされる。遠江国の「遠」と、藤原の「藤」で「遠藤」になった。